# Charlottesville, Virginia
Charlottesville, thông tục được gọi là C'ville và chính thức là Thành phố Charlottesville, là một thành phố độc lập thuộc quận, tiểu bang Virginia, Hoa Kỳ. Thành phố là quận lỵ quận Albemarle, quận bao quanh thành phố này, dù hai thực thể là hai đơn vị riêng. Điều này có nghĩa là một cư dân sẽ liệt kê cả hai khu vực thuộc bang và thành phố của họ trên giấy tờ chính thức. Nó được đặt theo tên của nữ hoàng Anh Charlotte of Mecklenburg-Strelitz. Năm 2016, thành phố có dân số khoảng 46.912 người. Cục phân tích kinh tế kết hợp Thành phố Charlottesville với Hạt Albemarle cho mục đích thống kê, đưa dân số của nó lên khoảng 150.000. Charlottesville là trung tâm vùng đô thị Charlottesville, bao gồm Albemarle, các quận Buckingham, Fluvanna, Greene, và Nelson.
Charlottesville là quên hương hai vị tổng thống, Thomas Jefferson và James Monroe. Trong các nhiệm kỳ của họ với tư cách là Thống đốc Virginia, họ sống ở Charlottesville, và đi đến và từ Richmond, dọc theo 71 dặm (114 km) lịch sử Ba con đường nhỏ. Orange, nằm 26 dặm (42 km) phía đông bắc thành phố, là quê hương của Tổng thống James Madison. Đại học Virginia, được thành lập bởi Jefferson và một trong những Ivies công cộng ban đầu, đi qua biên giới phía tây nam của thành phố. Monticello, 3 dặm (4,8 km) phía đông nam thành phố, cùng với Đại học Virginia, một UNESCO Di sản thế giới, thu hút hàng ngàn khách du lịch mỗi năm.